# Кассіна-де-Пеккі
Кассіна-де-Пеккі (італ. Cassina de' Pecchi) — муніципалітет в Італії, у регіоні Ломбардія, метрополійне місто Мілан.
Кассіна-де-Пеккі розташована на відстані близько 480 км на північний захід від Рима, 15 км на північний схід від Мілана.
Населення — 13 619 осіб (2014).
Покровитель — Santa Maria.

## Демографія
Населення за роками:

Станом на 1 січня 2023 року в муніципалітеті офіційно проживали 1394 іноземці з 75 країн, серед них 331 громадянин країн Євросоюзу та 114 громадян України.

## Сусідні муніципалітети
- Буссеро
- Чернуско-суль-Навільйо
- Горгондзола
- Мельцо
- Віньяте

## Міста-побратими
- Еланкур, Франція (1997)